# Töftedals kyrka
Töftedals kyrka är en kyrkobyggnad som sedan 2010 tillhör Dals-Eds församling (tidigare Töftedals församling) i Karlstads stift. Den ligger i Töftedals socken i Dals-Eds kommun.

## Kyrkobyggnaden
Den första kyrkan på platsen var troligen uppförd på medeltiden.
Nuvarande träkyrka uppfördes åren 1748-1749. Ett kyrktorn byggdes till 1793 och nuvarande sakristia tillkom 1915. Kyrkan har en stomme av liggtimmer och består av långhus med tresidigt avslutat kor i öster. Norr om koret finns en vidbyggd sakristia. Vid långhusets västra kortsida finns kyrktorn med vapenhus. Ingångar finns på tornets västra sida och sakristians östra sida. Ytterväggarna är klädda med vitmålad stående panel. Yttertaket är belagt med skiffer.

## Inventarier

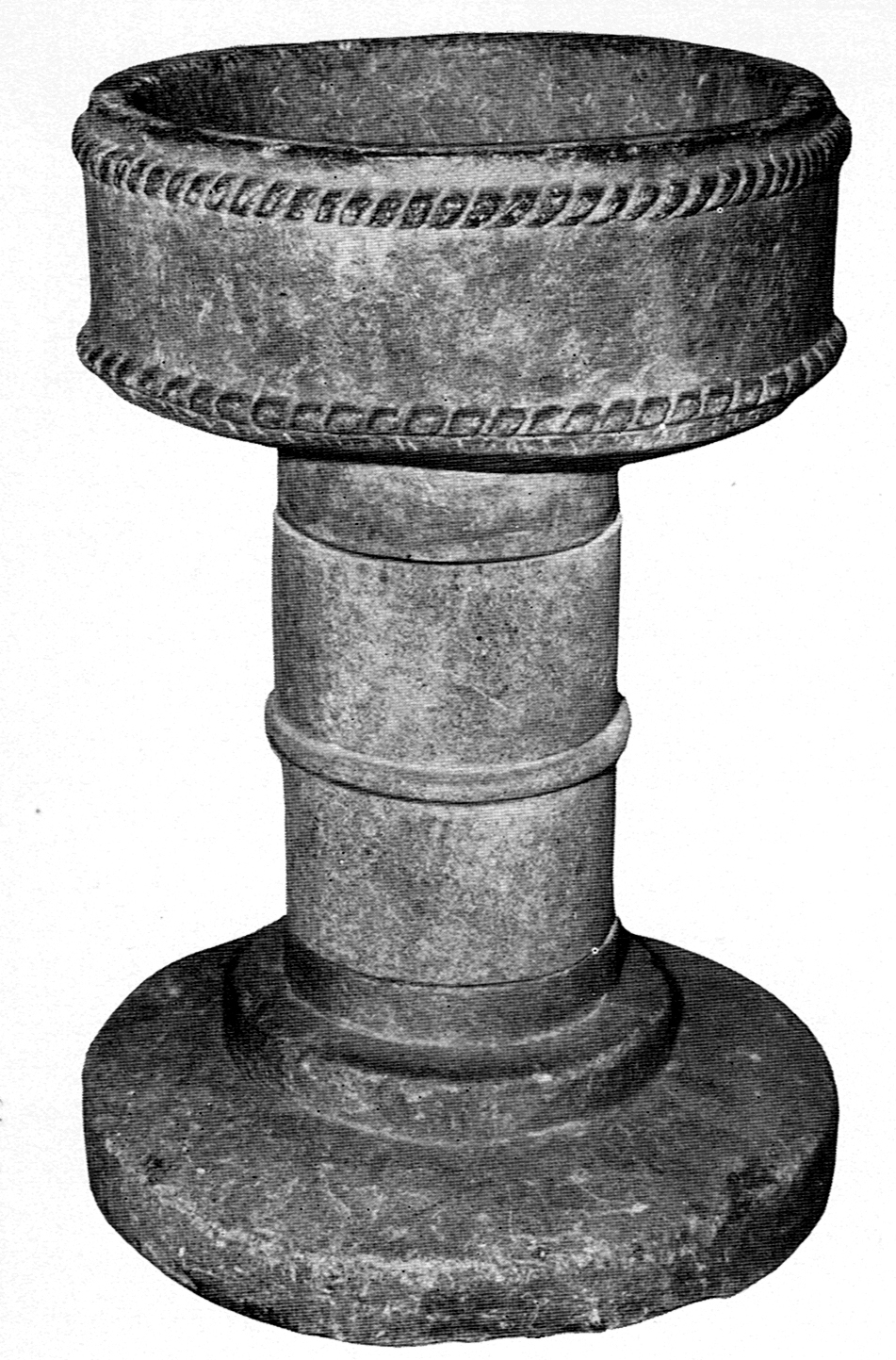
Dopfunten.

- Dopfunt av täljsten  från 1200-talet. Höjd 85 cm, numera i tre delar. Cuppan är cylindrisk med ett kort skaft och har överst och nederst repstavar. I mitten finns ett mellanstycke med rundstav som nytillverkades 1950. Foten har två koncentriska skivor och ett cylindriskt skaft utan ornamentik. Utömningshål finns i funtens mitt. Föremålen har inga stora skador, men de äldre delarana jämnades och avslipades vid restaureringen 1950.[1]
- Predikstolen är troligen från 1500-talet.
- Altaruppsatsen är från 1898 och har två tavlor utförda 1950 av konstnär Gunnar Erik Ström. På norra korväggen hänger tidigare altartavla från 1898.

### Klockor
- Lillklockan är av en tidig 1200-talstyp, som erinrar om den i Nössemarks kyrka. Den saknar inskrifter och har endast ett smalt tomt skriftband.[2]

### Orglar
Den pneumatiska orgeln på läktaren i väster är tillverkad 1921 av Hammarbergs Orgelbyggeri AB, Göteborg. Den renoverades och omdisponerades 1980 av Gunnar Carlsson , Borlänge, men är ändå den äldsta förhållandevis intakta Hammarbergorgeln i Karlstads stift, där endast två stämmor har bytts ut. Instrumentet har sex stämmor fördelade på manual och pedal. Den har fasta kombinationer. 
| Manual C-f3       | Pedal C-d1 | Koppel     |
| Borduna 16´ B/D   | Bihängd    | Man/Ped    |
| Principal 8´      |            | Man 4'/Man |
| Rörflöjt 8'       |            |            |
| Oktava 4'         |            |            |
| Gedackt 4'        |            |            |
| Oktava 2'         |            |            |
| Crescendosvällare |            |            |